# Louis P. Lochner
Louis P. Lochner (Ludwig Paul Lochner), född 22 februari 1887 i Springfield, Illinois, USA, död i januari 1975 i Wiesbaden, Tyskland, var en amerikansk journalist som arbetade för nyhetsbyrån Associated Press (AP). Tillsammans med Wes Gallagher ledde han redaktionen i Berlin.
Lochner belönades 1939 med Pulitzerpriset (Pulitzer Prize) för sina skildringar från nazitidens Berlin. I december 1941 internerades han av tyskarna, men frigavs senare vid en fångutväxling. 
Bland hans övriga arbeten märks en biografi över violinisten Fritz Kreisler.